# Gaby Lewis
Gaby Hollis Lewis (* 27. März 2001 in Dublin, Irland) ist eine irische Cricketspielerin, die seit 2014 für die irische Nationalmannschaft spielt.

## Kindheit und Ausbildung
Lewis stammt aus einer Cricketfamilie, sowohl ihr Großvater Ian Lewis und Vater Alan Lewis spielten Cricket für Irland. Sie begann das Cricketspiel mit fünf Jahren spielte zunächst, wie ihre Schwester Robyn Lewis, ⁣⁣ die ebenfalls Teil der irischen Nationalmannschaft war, für YMCA in Dublin.

## Aktive Karriere
Ihr Debüt in der Nationalmannschaft gab sie im September 2014 bei der Tour gegen Südafrika, als sie ihr erstes internationales WTwenty20 bestritt. Beim ICC Women’s World Twenty20 2016 spielte sie ihre erste Weltmeisterschaft und konnte dort gegen Neuseeland mit 16* Runs ihre beste Leistung erbringen. Im August 2016 bestritt sie ebenfalls gegen Südafrika ihr erstes WODI. Gegen Neuseeland gelang ihr im Juni 2018 bei einem WTwenty20 ihr erstes internationales Fifty (61 Runs). Ein weiteres (50 Runs) gelang ihr kurz darauf gegen Bangladesch. In der Folge konzentrierte sie sich auf WTwenty20-Cricket. Bei einem Vier-Nationen-Turnier in den Niederlanden gelang ihr ein Fifty über 65* Runs gegen Schottland. Im Sommer 2021 erzielte sie gegen die Niederlande ein Fifty über 52* Runs, wofür sie als Spielerin des Spiels ausgezeichnet wurde. In der daran anschließenden europäischen Qualifikation für die nächste WTwenty20-Weltmeisterschaft erzielte sie gegen Deutschland ihr erstes Century über 105 Runs aus 60 Bällen. Daraufhin kehrte sie auch wieder zum WODI zurück und konnte dabei im Oktober 2021 in Simbabwe drei Fifties (65, 96* und 78 Runs) erzielen. Dafür wurde sie als Spielerin der Serie ausgezeichnet.
Im Sommer 2022 wurde sie, nachdem sich Laura Delany verletzte, für die Tour gegen Südafrika als Kapitänin ernannt. Dabei gelang ihr in den WODIs (59 Runs) und WTwenty20s (52 Runs) jeweils ein Half-Century. In der WODI-Serie in den Niederlanden im August gelang ihr dann ein Fifty über 92 Runs. Dies wurde gefolgt vom ICC Women’s T20 World Cup Qualifier 2022, bei dem sie gegen Schottland 66 Runs erreichte und als Spielerin des Spiels ausgezeichnet wurde. Im November folgte dann eine Reise nach Pakistan, bei dem sie zwei Fifties in den WTwenty20s erzielte (69* und 71 Runs) und beim ersten Serien-Sieg gegen das Team als Spielerin des Spiels ausgezeichnet wurde.